# 豹纹虎耳草
豹纹虎耳草（学名：Saxifraga pardanthina）为虎耳草科虎耳草属下的一个种。

## 扩展阅读
- 維基物種上的相關：豹纹虎耳草